# André de Witte

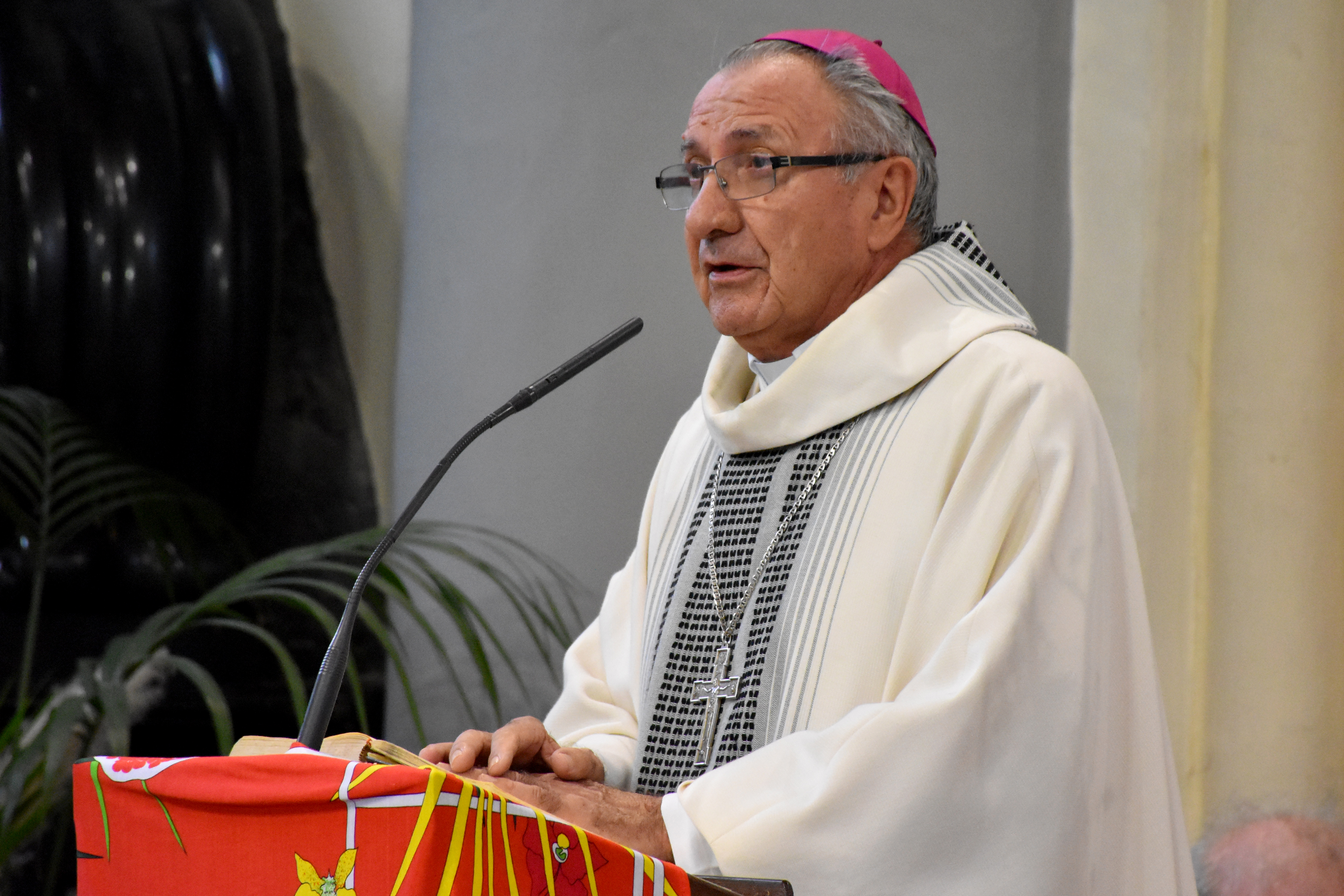
André de Witte

André de Witte (* 31. Dezember 1944 in Scheldewindeke, Gemeinde Oosterzele (Belgien); † 25. April 2021 in Salvador, Bahia) war ein belgischer Geistlicher und römisch-katholischer Bischof von Ruy Barbosa in Brasilien.

## Leben
André de Witte wurde in eine flämische Bauernfamilie geboren. 1962 trat er in das Priesterseminar an der Katholieke Universiteit Leuven ein, wo er Philosophie und Theologie studierte. Er empfing am 6. Juli 1968 das Sakrament der Priesterweihe. Anschließend absolvierte er ein Agrarstudium in Leuven und war Vikar einer Pfarrei in Zwijndrecht. Ab 1976 war er im brasilianischen Bistum Alagoinhas tätig und wurde 1992 zum Generalvikar ernannt.
Am 8. Juni 1994 ernannte ihn Papst Johannes Paul II. zum Bischof von Ruy Barbosa. Der Erzbischof von Salvador da Bahia, Lucas Kardinal Moreira Neves OP, spendete ihm am 28. August desselben Jahres die Bischofsweihe; Mitkonsekratoren waren der Bischof des Bistums Alagoinhas, Jaime Mota de Farias, und der Bischof des Bistums Gent, Arthur Luysterman. Bischof De Witte unterstützte die Comissão Pastoral da Terra und den Movimento dos Trabalhadores Rurais Sem Terra.
Am 15. April 2020 nahm Papst Franziskus das von André de Witte aus Altersgründen vorgebrachte Rücktrittsgesuch an.